# リーマンの写像定理

上半平面 H は単位円板 D と双正則同値である。

複素解析においてリーマンの写像定理 (英: Riemann mapping theorem) は、{\displaystyle U\subsetneq \mathbb {C} } が空でない単連結な開集合（単連結な領域）のとき、U から単位開円板
{\displaystyle D=\left\{z\in \mathbb {C} :|z|<1\right\}}
への双正則な写像（全単射な正則写像）f が存在することを言っている定理である。
この写像はリーマンの写像 (英: Riemann mapping) として知られている。
直感的には、U が単連結であることは U には「穴」があいていないことを意味する。f が双正則であることは、それが等角写像であり、従って角度を保つことを意味する。直感的には、そのような写像は、回転したり拡大・縮小したりはする（ただし折り返してはいけない）が、十分に小さな形を保存する。
アンリ・ポアンカレ (Henri Poincaré) は、写像 f が本質的に一意的であることを証明した。z0 を U の元とし、φ を任意の角度とすると、ちょうど一つだけ以下を満たす上記のような f が存在する。f(z0) = 0 であり、かつ点 z0 における f の微分の偏角が φ に等しくなる。この一意性はシュワルツの補題より容易に導ける。
この定理の系として、リーマン球面の少なくとも 2 点を取り除いた任意の 2つの単連結な開部分集合は、互いに共形的に写像することができる（理由は共形同値は同値関係だからである）。

## 歴史
この定理は、1851年のベルンハルト・リーマンの学位論文にて（U の境界が区分的に滑らかであると仮定して）記述された。ラース・アールフォルスはかつて、この定理の元々の定式化について「現代の方法を以てしても、いかなる証明の試みをも拒絶するような言葉で定式化されていた」と述べている。リーマンの誤った証明はディリクレの原理（命名はリーマンによる）に依存しており、この原理は当初正しいと考えられていたが、カール・ワイエルシュトラスが一般には成り立たないことを発見した。後にダフィット・ヒルベルトが再考し、ディリクレの原理がリーマンが用いた仮定の下で広い範囲で有効であることを証明した。しかし、有効となるためには、ディリクレの原理は U の境界に関する一般の単連結領域では成り立たないある仮定を必要とする。任意の境界を持つ単連結領域は William Fogg Osgood (1900) により初めて扱われた。
正しい初の証明はコンスタンティン・カラテオドリにより1912年に出版された。彼の証明はリーマン面を使っていたが、2年後にポール・ケーベがこれを使わない形に簡素化した。
別証明としてフェイエール・リポートとリース・フリジェシュが1922年に出版したものがあり、これは以前の証明より大幅に短い。この証明では、リーマンによる証明と同様に、求める写像は極値問題の解として得られる。フェジェ＝リースの証明はアレクサンダー・オストロフスキーとカラテオドリにより更に簡素化された。

## 重要性
リーマンの写像定理の一意性と影響力の詳細を以下に列挙する。
- たとえ相対的に単純なリーマンの写像でも（例えば、円の内部から正方形の内部への写像）初等関数のみを使い明確な公式として表すことはできない。
- 平面上の単連結な開集合は非常に難しい。例えば、集合それ自身は有界であったとしても、境界は無限の長さをもついたるところで微分可能でなくフラクタルな曲線が存在する。そのような集合が角度を保持するような方法でうまく正規な円板に写像することができるという事実は、直感に反するように見える。
- さらに複雑な領域のリーマンの写像定理の類似は正しくない。次に単純である場合は、二重連結な領域(doubly connected domain)（一つだけ穴を持った領域）である。穴のあいた円板や任意のや穴のあいた平面を除く任意の二重連結領域は、アニュラス、つまり、0 < r < 1に対し {z : r < |z| < 1} に共形同値であるが、反転(inversion)や定数倍を除いて、アニュラスの間には共形写像は存在せず、従ってアニュラス {z : 1 < |z| < 2} はアニュラス {z : 1 < |z| < 4} は共形同値ではない（極限での長さ（英語版）(extremal length)を応用して証明することができる）。
- リーマンの写像定理の 3次元やそれ以上の実次元の類似は正しくない。3次元の共形写像の族は非常に貧弱で、本質的にはメビウス変換しか持っていない。
- たとえ高次元で任意の同相写像がありえたとしも、可縮な多様体は球体(ball)と同相（例えば、ホワイトヘッド連続（英語版）(Whitehead continuum)）ではありえないことが分かる。
- リーマンの写像定理は、平面内の2つの単連結な領域が同相であることを証明する最も簡単な方法である。たとえ連続写像のクラスが共形写像のクラスよりも非常に大きいとしても、領域が単連結であることのみが分かっている円板の上への 1 対 1 の函数を構成することは容易ではない。

## 証明のスケッチ
U と U の中の点 z0 が与えられたとすると、U を 単位円板へ z0 を 0 へ移すような函数 f を構成したい。これをスケッチするために、リーマンが行ったように、U は有界で境界が滑らかと仮定しよう。また、
{\displaystyle f(z)=(z-z_{0})e^{g(z)}}
と書くこととする。ここに g = u + iv は、実部が u で虚部が v であるような正則函数（を定義するために）とおく。すると、明らかに、z0 は f の唯一のゼロ点である。全ての z ∈ ∂U に対して、|f(z)| = 1 を要求すると、境界上では 
{\displaystyle u(z)=-\log |z-z_{0}|}
が必要となる。u は正則函数の実部であるので、u が必然的に調和函数となり、すなわち、ラプラス方程式を満たす。
従って、問題は次のようになる。全ての U の上で定義され、与えられた境界をもつ実数に値をもつ調和函数 u は存在するであろうか？これへの肯定的な回答はディリクレの原理で与えられる。一度 u の存在が確立すると、正則函数 g のコーシー・リーマンの関係式より、v を見つけることができる（この議論は U が単連結であるという前提に依存する）。一度、u と v が構成されると、結果として現れる函数 f が実際に全て要求された性質を満たすことをチェックする必要がある。

## 一意化定理
リーマンの写像定理は、リーマン面の脈絡で一般化することが可能である。U をリーマン面の単連結な開部分集合とすると、U はリーマン球面、複素平面 C、開円板 D のうちの一つとなる。この定理は、一意化定理として知られている。

## 滑らかなリーマンの写像定理
滑らかな境界をもった単連結な有界領域の場合は、リーマンの写像函数とその全ての微分は、連続性により領域の閉包へと拡張される。これは、平面的領域のソボレフ空間の定理、あるいは、古典的ポテンシャル論に従うディリクレの境界値問題の正規な性質を使い証明することができる。リーマン写像定理を証明するもう一つの方法は、核函数(kernel function)を使う方法や、ベルトラミ方程式(Beltrami equation)を使う方法である。